# 배럿 포아
배럿 포아(Barrett Foa, 1977년 9월 18일 ~ )는 미국의 배우이다.

## 출연 작품
- NCIS 로스앤젤레스 8 (2016)
- NCIS 로스앤젤레스 5 (2013)
- NCIS 로스앤젤레스 4 (2012)
- NCIS 로스앤젤레스 2 (2010)
- NCIS 로스앤젤레스 1 (2009)
- NCIS 시즌6 (2008)